# Zoopsidella cynosurandra
Zoopsidella cynosurandra är en bladmossart som först beskrevs av Richard Spruce och Franz Stephani, och fick sitt nu gällande namn av Rudolf Mathias Schuster. Zoopsidella cynosurandra ingår i släktet Zoopsidella och familjen Lepidoziaceae. Inga underarter finns listade i Catalogue of Life.